# Бела-под-Бездезем
Бела-под-Бездезем (чеш. Bělá pod Bezdězem), бывш. Вайсвассер (нем. Weißwasser) — город в районе Млада-Болеслав Среднечешского края Чехии. Город расположен в 14 километрах к северо-западу от Млада-Болеслава.

## История
Город Бела-под-Бездезем был основан в 1337 году (день основания отмечается 24 апреля). Считается, что первоначальное поселение располагалось дальше от реки, и чтобы избежать нехватки воды, в 1304 году Вацлав II постановил перенести поселение ближе к берегу Белы (правый приток Йизеры). Поселение принадлежало роду Берка из Дубы (чеш. Berkové z Dubé).
Во время гуситских войн город неоднократно переходил то в руки католиков, то гуситов. После войны в Бела-под-Бездезем было начато строительство замка, впоследствии ставшего дворянской резиденцией. В конце XVII века Бела-под-Бездезем перешёл во владение к Вальдштейнам, которые начала реконструкцию замка и приведение всех элементов застройки к единому архитектурному ансамблю в стиле барокко.
В Бела-под-Безденем располагалась одна из советских военных частей из 83 дислоцировавшихся в Чехословакии, а именно — 563-й отдельный инженерно-саперный и танковый батальоны и артдивизион 275-го гвардейского мотострелкового полка. К томе же на территории военной части располагались учебный центр, стрелковый полигон и хранилище ядерных боеприпасов.

## Промышленность
В 1868 году в Бела-под-Бездезем был основан Завод «Дегтохема» для производства битумных изоляционных материалов. В 1996 году произошло слияние компаний Дехтохема и Битумат (Жиденице, Брно), а в 1998 году было учреждено АО «Дегтохема Битумат» с производственными заводами в Беле-под-Бездезом и в Ославани и со штаб-квартирой в Бела-под-Бездезем. В 2008 году «Дегтохема Битумат» вошёл в состав российского холдинга Технониколь.

## Население
| Год  | Численность | Численность |
| ---- | ----------- | ----------- |
| 1869 | 4274        | [ 10 ]      |
| 1880 | 4214        | [ 10 ]      |
| 1890 | 4351        | [ 10 ]      |
| 1900 | 4622        | [ 10 ]      |
| 1910 | 5381        | [ 10 ]      |
| 1921 | 5106        | [ 10 ]      |
| 1930 | 5662        | [ 10 ]      |
| 1950 | 4334        | [ 10 ]      |
| 1961 | 4642        | [ 10 ]      |
| 1970 | 4842        | [ 10 ]      |
| 1980 | 4923        | [ 10 ]      |
| 1991 | 4736        | [ 10 ]      |
| 2001 | 4789        | [ 10 ]      |
| 2011 | 4890        | [ 10 ]      |
| 2014 | 4862        | [ 11 ]      |
| 2016 | 4815        | [ 12 ]      |
| 2017 | 4831        | [ 13 ]      |
| 2018 | 4822        | [ 14 ]      |
| 2019 | 4786        | [ 15 ]      |
| 2020 | 4792        | [ 16 ]      |
| 2021 | 4754        | [ 17 ]      |
| 2022 | 4714        | [ 18 ]      |
| 2023 | 4838        | [ 19 ]      |
| 2024 | 4827        | [ 20 ]      |
| 2025 | 4804        | [ 3 ]       |

## Города-побратимы
- Грос-Биберау, Германия.